# دوائر الحجر

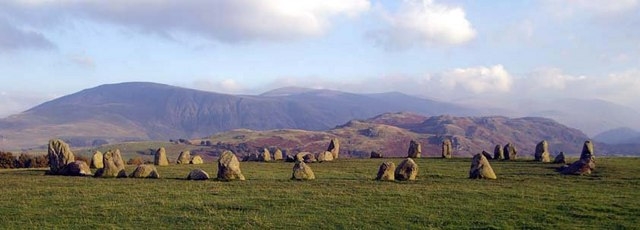
دائرة حجر تعود إلى العصر البرونزي.

دوائر الحجر (بالإنجليزية: The stone circles) في الفلك نجد أن قدماء المصريين قد أقاموا أقدم مرصد في العالم وقبل عصر بناء الأهرامات منذ فترة زمنية حسب الشمس والنجوم حيث أقاموا الشواهد الحجرية الميجوليثية. وهي عبارة عن دائرة من الحجر أقيمت منذ 7000 سنة في جنوب الصحراء الغربية بمصر.قبل مواقع الميجوليثات(مادة) بإنجلترا وبريتاني وأوروبا بألف سنة كموقع ستونهنج(مادة) الشهيرة. وقد اكتشف موقع نبتة (مادة) منذ عدة سنوات. ويتكون من دائرة حجرية صغيرة. وبه عظام ماشية وخمس خطوط من الحجارة المائلة والبلاطات الحجربة التي كشف عنها مائلة علي بعد ميل من الموقع وبعضها بارتفاع 9 قدم. وكل بلاطة مدفونة بالتربة وهي فوق صخرة منبسطة. وهذا الموقع يتجه للجهات الأصلية الأربعة ويحدد الاعتدال الشمسي. وبالموقع دائرة حجرية صغيرة بها عظام الماشية وخمسة خطوط من مبجوليثات مائلة. وكان هذا الموقع قد بني علي شاطيء بحيرة المتجمع بها ماء المطر بالصيف وقتها. حيث دانت قطعان المواشي تنهال لنبتة في العصر الحجري الحديث منذ 10 آلاف سنة. وكان البدو الرعاة يفدون إليها كل موسم أمطار حتي منذ 4800سنة حيث إنحسرن الرياح الموسمية باتجاه جنوب غرب لتصبح المنطقة جرداء وكانت هذه الدائرة الصغيرة قطرها 12 قدم تضم أربعة مجموعات من البلاطات القائمة حيث يمكن رؤية الأفق. وكانت مجموعتان تتجها ناحية الشمال والجنوب والمجموعتان الأخرى تان تتجهان ناحية أفق الاعتدال الشمسي الصيفي (أنظر: ستونهنج). ومن الميجليثات معبد أبو سمبل (Abu simbul). موقع أثري يوجد ببطن الجبل جنوبي أسوان. ويتكون من معبدين كبيرين نحتا في الصخر. وقد بناه الملك رمسيس الثاني عام 1250 ق.م. وواجهة المعبد تتكون من أربعة تماثيل كبيرة. تمثل الملك بارتفاع 60 قدما وباب يفضي الي حجرات طولها 180قدما. وقد أنقذت هذه الآثار من الغرق لبناء السد العالي. وقد تم رفعها عام 1965.